# Баранув (Ґродзиський повіт)
Баранув (пол. Baranów) — село в Польщі, у гміні Баранув Ґродзиського повіту Мазовецького воєводства.
Населення — 477 осіб (2011).
У 1975-1998 роках село належало до Скерневицького воєводства.

## Демографія
Демографічна структура станом на 31 березня 2011 року:
|          | Загалом | Допрацездатний вік | Працездатний вік | Постпрацездатний вік |
| -------- | ------- | ------------------ | ---------------- | -------------------- |
| Чоловіки | 245     | 55                 | 164              | 26                   |
| Жінки    | 232     | 48                 | 133              | 51                   |
| Разом    | 477     | 103                | 297              | 77                   |